# Марковский, Иван Васильевич
Иван Васильевич Марковский (4 октября 1926 года — 4 августа 2004 года) — советский хозяйственный, государственный и политический деятель, Герой Социалистического Труда (1971).

## Биография
Родился в 1926 году в станице Ново-Георгиевка. Член КПСС.
С 1942 года — на хозяйственной, общественной и политической работе. В 1942—1992 гг. — механизатор, в Красной Армии, тракторист в колхозе имени Мичурина, возглавлял партийную организацию колхоза, председатель колхоза имени Мичурина Красноармейского района Краснодарского края.
Указом Президиума Верховного Совета СССР от 8 апреля 1971 года присвоено звание Героя Социалистического Труда с вручением ордена Ленина и золотой медали «Серп и Молот».
За создание, серийное освоение и внедрение в народное хозяйство комплекса аппаратуры УКВ радиосвязи с подвижными объектами в составе коллектива удостоен Государственной премии СССР 1982 года в области техники.
Избирался депутатом Верховного Совета РСФСР 8-го созыва.
Умер в 2004 году в хуторе Трудобеликовский Красноармейского района.